# Heinz Bernard

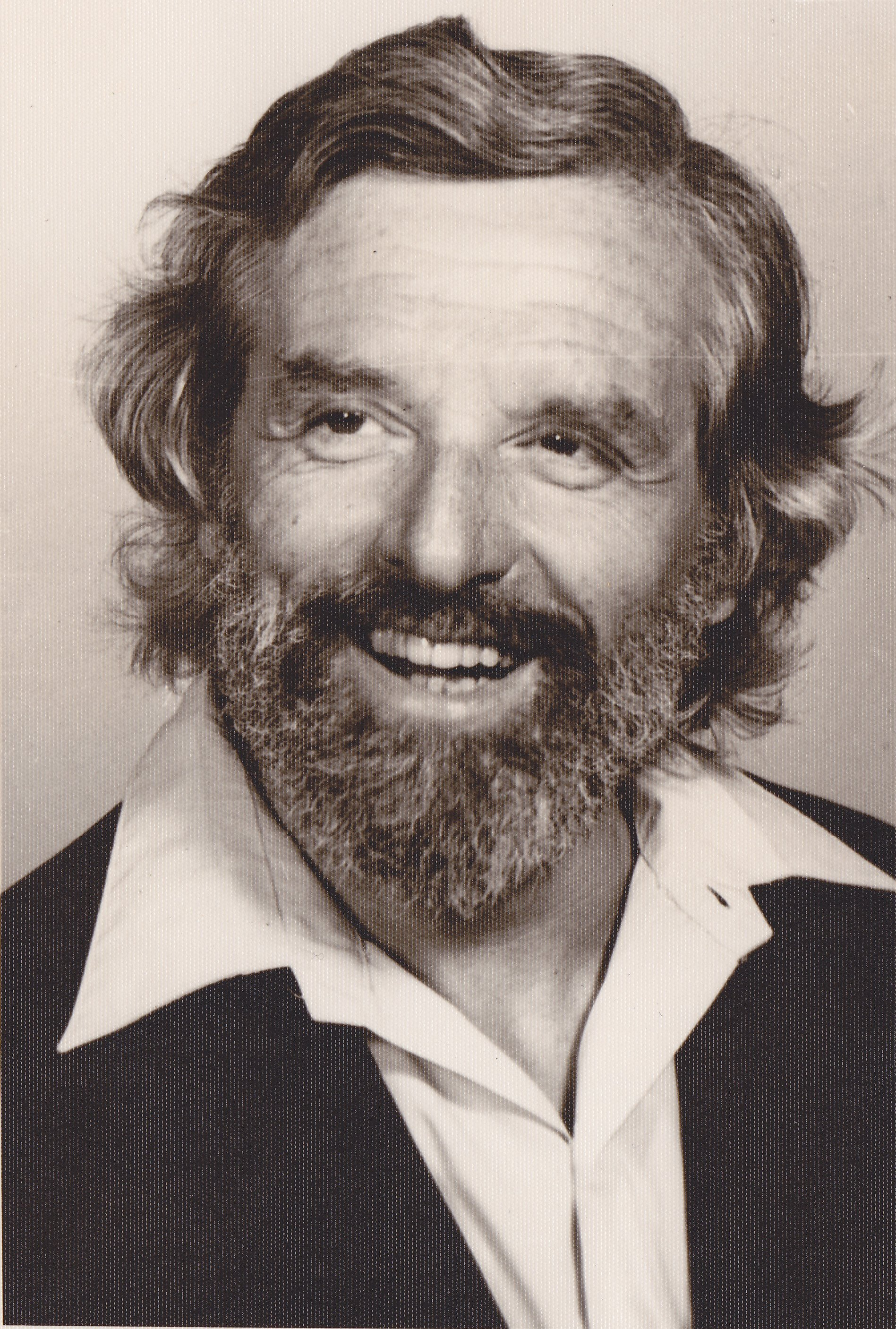
Heinz Bernard (1970)

Heinz Bernard (eigentlich Heinz Messinger, adoptiert Heinz Bernhard Löwenstein; * 22. Dezember 1923 in Nürnberg; † 18. Dezember 1994 in London) war ein britischer Schauspieler und Theaterleiter.

## Leben
Bernard wurde von der Familie Löwenstein adoptiert, nachdem sein Vater, der Kantor der orthodoxen Synagoge in Nürnberg, an Tuberkulose gestorben war. Sein Adoptivvater beging aus wirtschaftlichen Gründen Selbstmord, als Bernard neun Jahre alt war. Als er 1939 durch die Nationalsozialisten von einer Ausweisung nach Polen bedroht war, konnte er auch dank einer Anfrage des britischen Parlamentsmitgliedes Josiah Wedgwood wenige Tage vor Kriegsausbruch nach England ausreisen. Bernard lernte Englisch und nahm etliche Jobs an, von denen er auch sein Studium an der Royal Academy of Dramatic Arts bestreiten konnte. Er wirkte fast zwanzig Jahre lang als Manager und später künstlerischer Leiter des Unity Theatre, ein zunächst der Kommunistischen Partei Großbritanniens (CPGB) nahestehendes Theater in London. Dort führte Bernard als Erster Bertolt Brechtsche Stücke in englischer Sprache auf. Bernard war Mitglied der Partei bis zum Ungarischen Volksaufstand und Stalins antijüdischen Maßnahmen.
Bernard wechselte in den 1960er Jahren zum Century Theatre, an dem er zahlreiche Klassiker inszenierte oder in ihnen spielte. Nachdem sein Bruder, der in Israel den Kibbuz Ramat Yoachanan mitgegründet hatte, Ende der 1960er Jahre gestorben war, emigrierte Bernard 1971 dorthin; das Geld dazu verdiente er u. a. mit Auftritten in Anatevka am West End. In Israel wurde er als Darsteller in englischsprachigen Sendungen des Fernsehens, Neighbours und Here We Are, die fünfzehn Jahre lang – über seinen Aufenthalt im Land hinaus – ausgestrahlt wurden, außerordentlich bekannt. Daneben spielte er in zahlreichen Kinofilmen der einheimischen Produktion der 1970er Jahre.
1981 kehrte Bernard nach Großbritannien zurück, wo er in oftmals kleinen Rollen seine Karriere bis zu seinem Tod durch eine seltene Blutkrankheit fortsetzte.

## Filmografie (Auswahl)
- 1959: Mother Courage and Her Children (Fernsehfilm)
- 1964: Das Verrätertor (The Traitor’s Gate)
- 1976: Der Colt Gottes (Ekdach Haelohim)
- 1976: Jesus von Nazareth (The Passover Plot)
- 1992: Tales from the Poop Deck (Fernsehserie, eine Folge)